# Uniwersytet Maltański

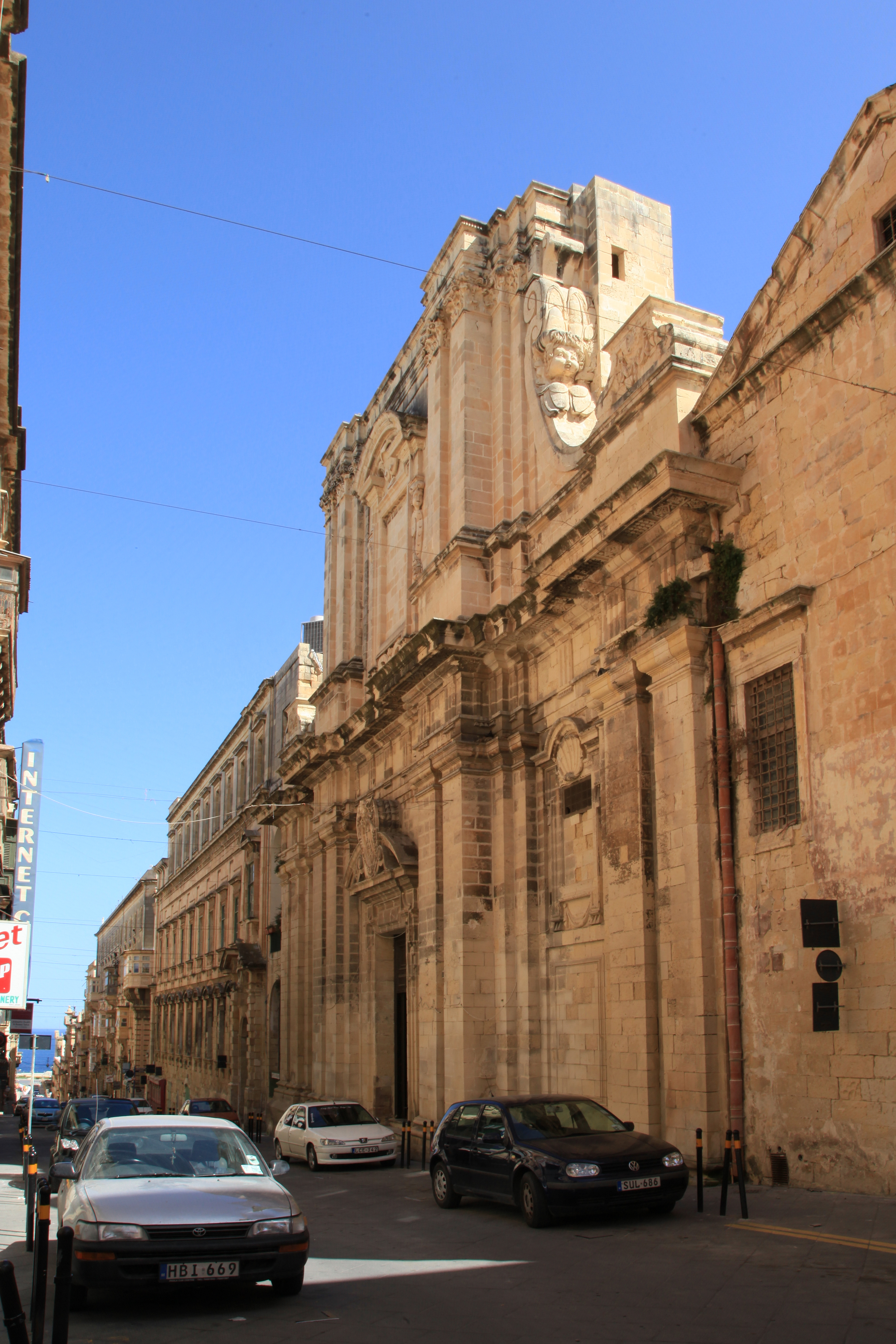
Stary budynek uniwersytetu (Collegium Melitense) z lat 1595–1605 (w głębi, za kościołem)

Uniwersytet Maltański (ang. University of Malta, mt. L-Università ta’ Malta) – główny uniwersytet na Malcie. 
Studiuje w nim ponad 11 000 studentów, w tym w ramach programu Erasmus ponad 600 studentów z 80 różnych krajów. Siedziba znajduje się w Msida, kampusy znajdują się w Mdinie, Valletcie i Gozo. Zajęcia na uniwersytecie prowadzone są w języku angielskim.
W uczelni znajduje się siedziba Międzynarodowego Instytutu Prawa Morskiego ONZ (ang. International Maritime Law Institute).

## Historia
Jego początek związany jest z Collegium Melitense powołanym 12 listopada 1592 z inicjatywy ówczesnego papieża, Klemensa VIII. Uczelnia prowadzona była przez jezuitów na wzór innych kolegiów zwanych „Collegia Externorum”. Po ustaniu zarazy w 1675, Wielki Mistrz Nicolo Cotoner mianował ojca Giuseppe Zammita rektorem Anatomii i Chirurgii; data 19 października 1676 uważana jest za początek wydziału medycznego. Po wydaleniu z Malty jezuitów w 1768 roku, wielki mistrz Manuel Pinto da Fonseca utworzył Pubblica Università di Studi Generali. Oficjalnie dekret tworzący Uniwersytet Maltański został podpisany 22 listopada 1769.

## Wydziały
Uniwersytet posiada czternaście wydziałów oraz wiele instytutów i szkół, w tym:

- Wydział Sztuki
- Wydział Środowiska
- Wydział Chirurgii Stomatologicznej
- Wydział Ekonomii, Zarządzania i Księgowości
- Wydział Edukacji
- Wydział Inżynierii
- Wydział Nauk Medycznych
- Wydział Informacji i Technologii Komunikacyjnych
- Wydział Prawa
- Wydział Mediów i Nauki
- Wydział Wiedzy Medycznej i Chirurgii
- Wydział Nauki
- Wydział Dobrobytu Społecznego
- Wydział Teologii.

## Współpraca międzynarodowa
Uniwersytet jest członkiem Stowarzyszenia Uniwersytetów Wspólnoty Narodów, Europejskiego Stowarzyszenia Uniwersytetów, Sieci Utrechckiej, Sieci Santander, ISEP (International Student Exchange Programs), Compostela Group of Universities, EUCEN (European Universities Continuing Education Network).

## Absolwenci
Absolwentami Uniwersytetu Maltańskiego są: George Abela, Joseph Muscat, Karmenu Mifsud Bonnici, Edward de Bono, Edward Fenech Adami, Lawrence Gonzi, Guido de Marco, Dom Mintoff, Alfred Sant, Glenn Bedingfield, Joseph Borg, Mario de Marco, Roberta Metsola, Marlene Mizzi, Rużar Briffa, Francis Zammit Dimech, Marie-Louise Coleiro Preca, Karmenu Vella, Therese Comodini Cachia, Miriam Dalli, Tonio Borg, George William Vella, Josef Bonnici, Jason Azzopardi, Michael Frendo, Louis Galea, Angelo Farrugia.